# Trgovina 22 Kragujevac
Trgovina 22 Kragujevac (code BELEX : DCMB) est une entreprise serbe qui a son siège social à Kragujevac. Elle travaille dans le secteur de la distribution et, particulièrement, la vente de vêtements.

## Historique
Trgovina 22 Kragujevac a été admise au marché non réglementé de la Bourse de Belgrade le 7 juin 2007.

## Données boursières
Le 1er avril 2013, l'action de Trgovina 22 Kragujevac valait 1 500 RSD (13,45 EUR). Elle a connu son cours le plus élevé, soit 1 550 RSD (13,90 EUR), le 10 octobre 2007 et son cours le plus bas, soit 685 RSD (6,14 EUR), le 20 mai 2011.
Le capital de Trgovina 22 Kragujevac est détenu à hauteur de 87,92 % par Čelik TP d.o.o. Beograd.